# Bomba de protones
Una bomba de protones es una proteína integral de membrana, capaz de movilizar protones a través de la membrana de una célula, ya sea de la mitocondria o de cualquier otro compartimento subcelular atómico.

## Bombas de protones de cloroplasto y mitocondria
En cadena de transporte de electrones se secuestra protones de la matriz mitocondrial y se translocan al espacio intermembranal. Este transporte de protones, que está acoplado a la propia cadena de transporte de electrones, crea un  gradiente tanto en pH como en carga eléctrica y establece un potencial electroquímico que actúa como una batería o reserva de energía para la célula (como un condensador eléctrico). 
Las bombas encargadas de bombear los protones gracias al paso de los electrones son las llamadas bombas redox (que se corresponden con los complejos mitocondriales de la cadena de transporte: los complejos I, III y IV). El bombeo de protones se realiza en contra gradiente, por lo que supone un gasto de energía que es proporcionado por el flujo de electrones de la cadena respiratoria.
La membrana mitocondrial interna funciona, pues, de manera similar a un dique en un río, bloqueando el flujo de protones hacia la matriz; los protones solo pueden regresar a la matriz a través de las ATP sintasas; lo hacen a favor de gradiente y ello genera energía en forma de ATP.
En el cloroplasto encontramos un sistema análogo, donde en este caso el gradiente de protones se establece entre el estroma (cara negativa, de donde se bombean los protones) y el lumen tilacoidal (cara positiva, con exceso de protones).

## Bombas de protones de la membrana plasmática
Mientras que en el caso de los animales el potencial de membrana se crea gracias al transporte asimétrico de iones potasio fundamentalmente (ver Canales de fuga de potasio, Bombas sodio potasio), en vegetales, el potencial de membrana en la membrana plasmática es creado gracias al transporte asimétrico de protones.
Este transporte lo realizan las ATPasa (mismos transportadores que las ATPsintasas, solo que actuando de forma inversa), que hidrolizan ATP (consumen energía) y utilizan esta energía para transportar protones al exterior celular, creando una diferencia de potencial entre las dos caras de la membrana. Esta diferencia de potencial es habitualmente utilizada para los mecanismos del transporte activo secundario a través de permeasas antiport y simport, que utilizan el transporte a favor de gradiente de los protones para transportar otras moléculas en contra de gradiente (bien sean aniones, normalmente hacia el interior, o cationes, normalmente hacia el exterior, u otro tipo de moléculas.)
En ocasiones el flujo de protones que va desde el citosol celular al exterior tienen otras funciones, como ocurre en las células epiteliales del revestimiento del estómago, consiguiéndose así el ambiente extremadamente ácido en el lumen del estómago. 

## ATPasas tipo V
Las ATPasas tipo V, también llamadas bombas de protones vacuolares, son bombas que introducen protones en el lumen de varios orgánulos en contra de gradiente. Acidifican así el medio interno de dichos orgánulos. Su actuación es de especial importancia en procesos como la digestión celular en vacuolas/lisosomas, que requieren de un medio ácido para su consecución.
En su estructura se diferencian dos partes bien definidas cada una formada por numerosas subunidades proteicas.
•En el dominio de transmembrana o V0, es hidrofóbico, tiene forma cilíndrica y se encuentra atravesando la bicapa lipídica; los protones pasan por un canal hidrofílico para llegar al interior del orgánulo
•En el dominio V1, es esférico e hidrofílico, contiene la ATPasa que hidroliza el ATP para impulsar el transporte.